# 少年林肯
《少年林肯》（英語：Young Mr. Lincoln）是一部1939年的虚构传记片，讲述总统亚伯拉罕·林肯的早年生活，约翰·福特导演，亨利·方达主演。福特和制片人扎纳克努力按照自己的意愿拍电影，毁掉了不需要的镜头以免片商将他们用在成片上。拉马尔·特罗蒂因此片获奥斯卡最佳原创剧本奖提名。

## 剧情
林肯小时候生活穷困，喜欢读书，与安·拉特利奇相恋但恋人早逝。后来林肯成为律师，在独立日庆典上，马特与亚当两兄弟与人争斗时致人死亡，两兄弟都想揽下罪名结果双双入狱。林肯阻止了众人对两兄弟动私刑，更自荐成为辩护律师。法庭上，对方人多势众，可林肯抓住其中一名证人证词的漏洞，推理得出其实这名证人才是真正的凶手，结果一举成名。